# College van burgemeester en wethouders

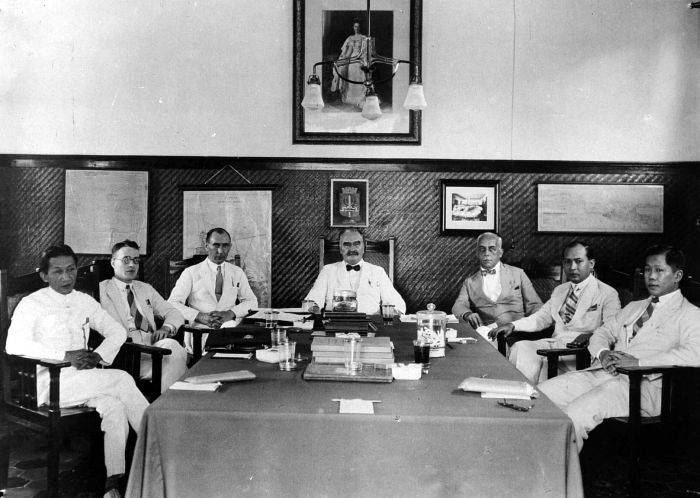
Vergadering van het college van burgemeester en wethouders van Batavia in 1930, met in het midden burgemeester Meijroos.

Het college van burgemeester en wethouders (dikwijls het wethouderscollege, het college van B en W of nog korter B en W genoemd) vormt het dagelijks bestuur van een Nederlandse gemeente. Het wethouderscollege wordt in de bijzondere gemeenten van Caribisch Nederland aangeduid als Bestuurscollege.
Het college kan worden vergeleken met een gemeentelijke regering, met dit verschil dat de wethouders niet worden benoemd, maar door de leden van de gemeenteraad worden gekozen.
De positie van de burgemeester is overigens anders dan die van de wethouders; zo wordt hij of zij benoemd (door de regering op voordracht van de gemeenteraad).
Sinds de invoering (maart 2002) van het zogenoemde dualistische systeem kunnen wethouders ook van buiten de gemeenteraad worden voorgedragen, gekozen en aangesteld.
Verder heeft de invoering hiervan tot gevolg gehad dat de wethouder geen lid meer is van de gemeenteraad en dus ook geen stemrecht meer heeft in de gemeenteraad. In het vroegere monistische systeem waren de wethouders wel lid van de gemeenteraad.
Nadat er gemeenteraadsverkiezingen zijn geweest, vindt een collegevorming plaats. Ook wordt er een werkverdeling gemaakt waarbij ieder collegelid een aantal taken krijgt te behartigen, een portefeuille genaamd.
De burgemeester staat niet hiërarchisch boven de wethouders. Wel is hij of zij voorzitter van het college van B en W en heeft hij of zij een doorslaggevende stem wanneer de stemmen staken.
Het college van B en W opereert als een collectief, dat wil zeggen dat ze gezamenlijk verantwoordelijk zijn voor het door eenieder van hen gevoerde beleid.
Volgens de Gemeentewet bedraagt het aantal te benoemen wethouders ten hoogste twintig procent van het aantal gemeenteraadsleden (afgerond naar het dichtstbijzijnde gehele getal) met een minimum van twee. In gemeenten tot en met 18.000 inwoners is het wethouderschap een deeltijdbetrekking. In grotere gemeenten, waar het wethouderschap een volledige betrekking is, kan de gemeenteraad besluiten een of meer wethouders in deeltijd aan te stellen; als dit het geval is, bedraagt het aantal te benoemen wethouders ten hoogste vijfentwintig procent van het aantal gemeenteraadsleden.
De gemeentesecretaris, die het hoofd is van de ambtelijke organisatie, staat het college van B en W ambtelijk bij. De gemeentesecretaris wordt door het college van B en W benoemd.